# Cheer Up, Boys (Your Make Up Is Running)
Cheer Up, Boys (Your Make Up Is Running) – jest to trzeci singel amerykańskiego zespołu rockowego Foo Fighters, pochodzącego z ich szóstej studyjnej płyty Echoes, Silence, Patience & Grace. Został wydany 7 kwietnia 2008 roku.